# Hypoxie (medisch)

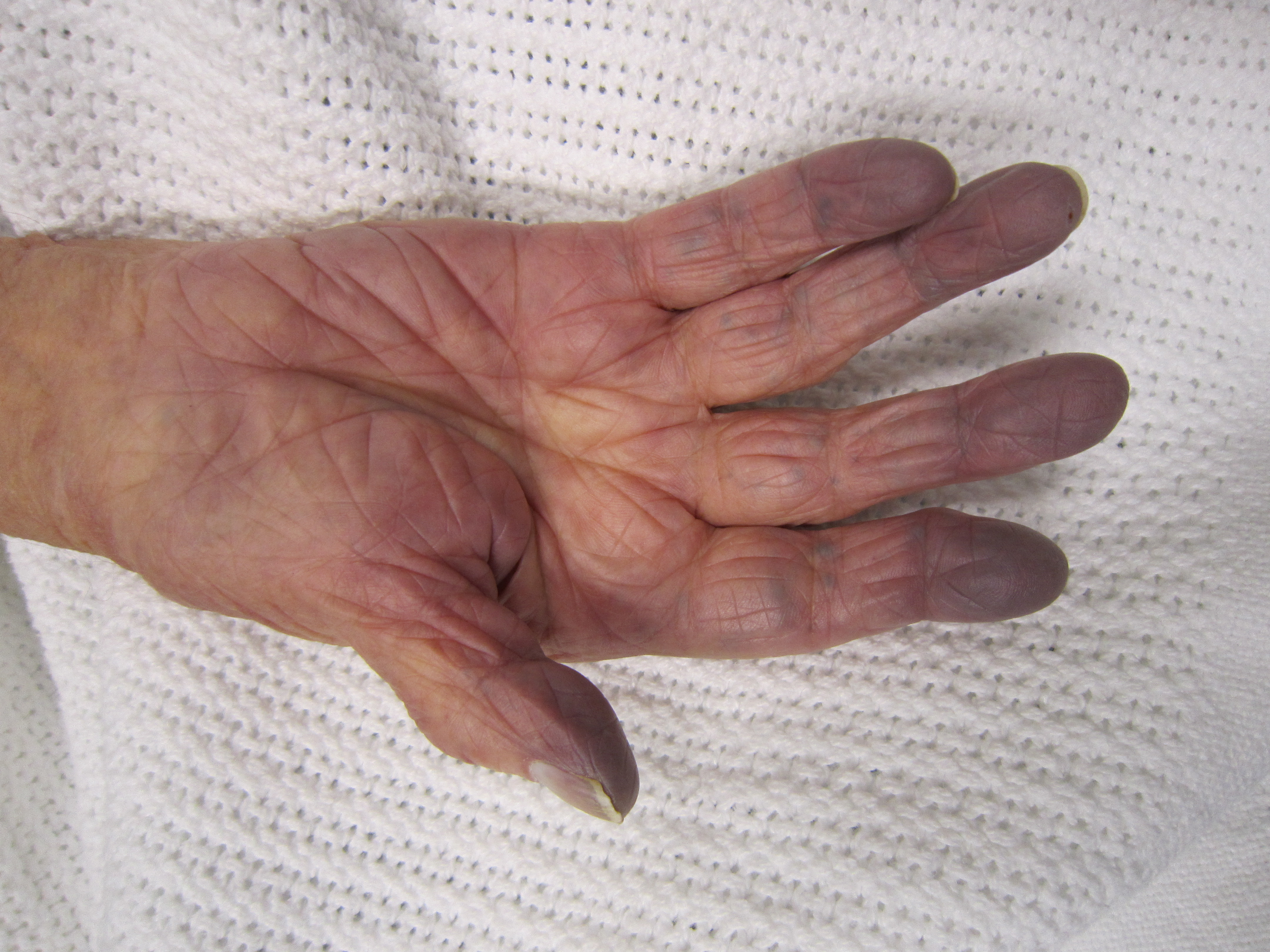
Zuurstoftekort in de hand

Hypoxie is een conditie waarbij weefsels in het lichaam als geheel of in een bepaald deel van het lichaam niet voorzien worden van voldoende zuurstof.

## Categorieën
Er kunnen meerdere redenen zijn waarom de weefsels een gebrek aan zuurstof hebben. Op basis van de oorzaak is een aantal soorten hypoxie te onderscheiden:
Hypoxemische of hypoxische hypoxieDit is de meest voorkomende vorm en wordt veroorzaakt door een te langzame ademhaling of een te lage partiële zuurstofdruk in de ingeademde lucht, zoals op grote hoogten (= hypobare hypoxie) of bij longatelectase (te weinig lucht in longen) door grote versnellingen.
Hypemische of anemische hypoxieDe oorzaak is hier een vermindering van de zuurstoftransportcapaciteit van het bloed. Dit kan veroorzaakt zijn door bijvoorbeeld bloedarmoede (denk aan bloeddonatie), koolstofmonoxide (CO) of medicijngebruik.
Ischemische of stagnatiehypoxieEen afname van de bloedstroom door het weefsel en naar de hersenen, veroorzaakt door flauwtes, lage temperaturen (vernauwing van de bloedvaten), hartproblemen en g-krachten.
Histotoxische hypoxieDit is het onvermogen van weefsel om de zuurstof op te nemen, veroorzaakt doordat het weefsel onherstelbaar is aangetast door bijvoorbeeld koolstofmonoxidevergiftiging, alcoholmisbruik en verdovende middelen.
Acute hypoxieEen verschijnsel dat is waargenomen als gevolg van coronavirusinfectie. Het zuurstofgehalte in het bloed en weefsel van een individu is gevaarlijk laag zonder de algemene kenmerken van een coronavirusinfectie.

## Symptomen
De symptomen van algemene hypoxie hangen af van de ernst en van de snelheid waarmee het optreedt. Hierbij horen hoofdpijn, vermoeidheid, versnelde hartslag, kortademigheid (evt. zelfs hyperventileren), misselijkheid, tintelende vingers, blauw aangelopen vingers en soms toevallen. Ook treedt na enige tijd een euforie-gevoel op, het gevoel dat alles goed gaat en verlies van besef van de werkelijkheid. In het uiterste geval treedt coma en uiteindelijk zelfs de dood op.
In de tabel hieronder staat aan de linkerkant gegeven wat een waarnemer ziet aan een persoon met hypoxieverschijnselen en aan de rechterkant wat die persoon zelf ervaart.
| Waarnemer ziet: | Patiënt ervaart: |
| --- | --- |
| Fysiek: - toenemende transpiratie - slechte coördinatie - bleek zien - blauwe nagels en lippen (cyanose) - snellere en diepere ademhaling (fysiologische hyperventilatie) | Fysiek: - vermoeidheid - warm-koud-wisselingen - tintelingen (met name in de vingers) - blauwe nagels - snellere en diepere ademhaling - gevoelloosheid in vingers en/of tenen - duizeligheid - misselijkheid - hoofdpijn (op lange termijn, bij milde hypoxie-condities) - verlies van bewustzijn - uiteindelijk: sterfte |
| Psychisch: - euforie - laag prestatieniveau - verwardheid - afnemend beoordelingsvermogen, minder zelfkritiek, overmoed                                                   | Psychisch: - euforie (hilariteit, grapjes maken) - goed prestatieniveau - later: moeite met concentratie en (kortetermijn-)geheugen |
| Gedrag: - geen reactie op verbale communicatie/commando's - overmoed kan overgaan in agressiviteit                                                                        | Zintuigen: - wazig zien - verminderde kleurperceptie - kokervisus - verminderd gehoor |

## Remedie voor hypoxie
Zoals hierboven beschreven, kan hypoxie ook worden veroorzaakt door koolmonoxide (CO). Dit product komt vrij bij een onvolledige verbranding, hierbij is te denken aan een defect aan de motoruitlaat of verwarmingssysteem, rook. Ook kan een kapotte kachel of een verstopte schoorsteen hypoxie veroorzaken.

In tegenstelling tot de binding van zuurstof aan hemoglobine is die van koolmonoxide niet omkeerbaar. Inademen van frisse lucht helpt dus niet om eenmaal ingeademde koolmonoxide weer kwijt te raken. Dat gebeurt pas op de lange duur, wanneer de rode bloedcellen afsterven en door nieuwe worden vervangen. De gemiddelde levensduur van een rode bloedcel is 120 dagen.
Indien hypoxie wordt veroorzaakt door grote hoogte (cabinehoogte), is de remedie ervoor simpel: 
- op normale snelheid en diepte ademhalen;
- gebruik zuivere zuurstof (zuurstofmasker);
- indien mogelijk, verlaag de (cabine)hoogte (vliegtuigen);
- daal naar een lagere hoogte, indien mogelijk tot onder 10.000 voet (vliegtuigen).

## Hoogteziekte
Hypoxie wordt vaak geassocieerd met het verblijf op grote hoogten, de zogenaamde hoogteziekte. Ook in de luchtvaart is hypoxie een gebezigde term, waar dit vrijwel onmiddellijk optreedt bij het wegvallen van de cabinedruk op grote hoogten. Op 40.000 voet (12 km) zal al na 15-20 seconden (time of useful consciousness) niet meer normaal gefunctioneerd kunnen worden.

### Time of Useful Consciousness (TUC)
Nadat de hersenen voor een bepaalde tijd te weinig zuurstof hebben ontvangen, is een mens niet meer in staat om simpele dingen te doen. Deze tijd is de time of useful consciousness (TUC). In de luchtvaart wordt de volgende tabel gehanteerd:
| Gemiddelde tijd van bruikbaar bewustzijn (TUC) zonder extra zuurstof | Gemiddelde tijd van bruikbaar bewustzijn (TUC) zonder extra zuurstof | Gemiddelde tijd van bruikbaar bewustzijn (TUC) zonder extra zuurstof |
| hoogte in km                                                         | hoogte in voet                                                       | tijd (TUC)                                                           |
| -------------------------------------------------------------------- | -------------------------------------------------------------------- | -------------------------------------------------------------------- |
| 4,5-5,5                                                              | 15.000 - 18.000                                                      | 30 minuten of langer                                                 |
| 6                                                                    | 20.000                                                               | 5 tot 12 minuten                                                     |
| 6,5                                                                  | 22.000                                                               | 5 tot 10 minuten                                                     |
| 7,5                                                                  | 25.000                                                               | 3 tot 5 minuten                                                      |
| 8,5                                                                  | 28.000                                                               | 2 1/2 tot 3 minuten                                                  |
| 9                                                                    | 30.000                                                               | 1 tot 2 minuten                                                      |
| 10                                                                   | 35.000                                                               | 30 tot 60 seconden                                                   |
| 12                                                                   | 40.000                                                               | 15 tot 20 seconden                                                   |
| 14                                                                   | 45.000                                                               | 9 tot 15 seconden                                                    |

De Concorde vloog op hoogtes tussen de 50.000 en 60.000 voet. Op die hoogte zou zonder extra zuurstof binnen 15 seconden bewusteloosheid optreden en 4 minuten later de dood.

### Factoren die de TUC beïnvloeden
Factoren die de Time of Useful Consciousness beïnvloeden zijn:
- hoogte: de TUC wordt lager bij grotere hoogte, zoals weergegeven in bovenstaande tabel;
- snelheid van hoogteverandering: hoe sneller de (cabine-)hoogte stijgt, hoe korter de TUC (denk aan rapid decompression ofwel een plotselinge drukuitval in een vliegtuigcabine);
- fysieke activiteit: training ten tijde van een decompressie vermindert de TUC aanzienlijk;
- fysieke gesteldheid: een sportief of getraind persoon heeft een betere TUC dan een ongetraind persoon. Ook andere factoren, zoals roken, slechte gezondheid, stress, etc., kunnen de TUC verkorten.